# Natone
Natone är en ort i Australien. Den ligger i kommunen Burnie och delstaten Tasmanien, i den sydöstra delen av landet, omkring 220 kilometer nordväst om delstatshuvudstaden Hobart. Antalet invånare är 577.
Närmaste större samhälle är Burnie, omkring 13 kilometer norr om Natone. 
I omgivningarna runt Natone växer i huvudsak städsegrön lövskog. Runt Natone är det mycket glesbefolkat, med 3 invånare per kvadratkilometer. Genomsnittlig årsnederbörd är 2 259 millimeter. Den regnigaste månaden är augusti, med i genomsnitt 312 mm nederbörd, och den torraste är januari, med 91 mm nederbörd.